# Златин, Павел Андреевич
Зла́тин Па́вел Андре́евич (род. 22 апреля 1949 года, Москва) — глава Департамента транспорта и связи Москвы, в 2002—2004 годы — руководитель «Мосгортранса».

## Биография
Павел Андреевич Златин родился 22 апреля 1949 года в Москве. В 1966—1975 годы он обучался в МАДИ. В 1968—1970 годы Златин служил в армии. В 1968—1975 годах он работал в 5-й погрузочно-разгрузочной конторе управления «Мосгормехпогруз» Главмосавтотранса. В сентябре 1986 года Златин занял должность начальника управления предприятия. В 1987 году он стал генеральным директором МПО «Мострансмехпогруз». С 1989 по 2002 годы Златин возглавлял предприятие «Мосавтотранс». С 2002 по январь 2004 года он занимал должность генерального директора ГУП «Мосгортранс». В январе 2004 года Златин стал руководителем Комитета по транспорту и связям Москвы, а в мае того же года — начальником Департамента транспорта и связи Москвы.